# Museo Comarcal de Manresa
El Museo Comarcal de Manresa (en catalán y oficialmente Museu Comarcal de Manresa) es un museo pluridisciplinario creado el 2 de septiembre de 1896 en Manresa, con el nombre de Museo Arqueológico, Biblioteca Pública y Exposición Artístico Industrial Permanente, en una de las salas del edificio del ayuntamiento de la ciudad.

## Historia
El museo creció gracias a las donaciones de particulares, ya los trabajos del Centro Excursionista de la Comarca de Bages desde el año 1905, y del Centro Excursionista de Montserrat desde el año 1922 fueron los que, fruto de sus actividades, reunían diversas colecciones de objetos de interés artístico, etnológico o arqueológico.
Tras el estallido de la guerra civil española, en 1941 se abrió finalmente en las dependencias del Colegio de San Ignacio, el nuevo Museo de Manresa que entonces estaba adscrito al Museo Arqueológico de Barcelona. El museo fue incrementando su patrimonio con nuevas donaciones y nuevo material arqueológico, hasta que permaneció un tiempo cerrado al público para su reordenación. En 1977, reabrió puertas y estrenó una nueva presentación de su fondo, y se convirtió en el actual Museo Comarcal de Manresa.
Consta de varias salas, ya que se trata de un museo pluridisciplinario. Entre ellas, destacan la colección de cerámica medieval decorada en verde y morado del siglo XIV, la colección de obras de talla policromada de época barroca de los siglos XVII y XVIII, una buena muestra arqueológica de objetos desde el Neolítico hasta la romanización, varios objetos religiosos del siglo X al siglo XVI. También un espacio dedicado al arte moderno y contemporáneo donde se encuentra un importante fondo de dioramas y pinturas de Josep Mestres i Cabanes, escenógrafo del Gran Teatro del Liceo, y pinturas y grabados de Alfred Figueras. Últimamente se ha habilitado una nueva sala, para ubicar las obras artísticas de la Fundación Arts Garriga-Mir. Completa el recorrido las muestras de minerales y fósiles, una sala de exposiciones temporales, así como una sala de talleres, con una programación didáctica, y el servicio de visitas guiadas.

## Edificio
El antiguo colegio de San Ignacio es un gran edificio de planta cuadrangular construido en torno a un amplio claustro central de aire neoclásico. Fue construido por la orden jesuita a mediados del siglo XVIII a raíz del hospital medieval de Santa Lucía. Desde 1835 este sitio es de titularidad municipal.